# Шилингас, Стасис
Стасис Шилингас (лит. Stasys Šilingas; 23 ноября 1885, Вильна — 13 ноября 1962, Кельме) — литовский юрист и политический деятель. Барон. Вице-президент Литвы. Министр юстиции Литвы (1926 по 1928 и с 1934 по 1938 год). Председатель Государственного совета Литовской республики. Один из основателей идеи независимости Литвы. С 1920 по 1926 год был директором Fine Art association.

## Биография
Родился в дворянской семье. В 1905 году окончил 1-ю Виленскую мужскую гимназию. Учился на юридическом факультете Московского университета.
14 июня 1941 года был выслан в июньскую депортацию в Красноярский край. Вместе с ним была выслана его жена Эмилия и дочь Раминта. Больше он их никогда не видел. Отбывал заключение на л/п Большая Речка около Тугача.
С октября 1941 года отбывал срок на Ревучем.
В начале 1942 года этапирован в Канскую тюрьму.
Летом 1942 года в Канске составлено обвинительное заключение. Позднее в 1942 году этапирован в Темлаг.
Осуждён 27.02.1952 г. ОСО МГБ на 25 лет и отправлен во Владимирский централ.
Освобождён 23 июня 1954 года (ВК ВС СССР заменила срок на отбытый).
По прибытии в Литву отправлен 15.07.1954 местными властями в ссылку на Украину.
В 1955 году помещён в Дом инвалидов в Житомире.
Освобождён из ссылки 17.01.1961 году и вернулся в Литву.
Жена умерла в Сибири в 1943 году от гангрены при обморожении.
Дочь умерла в 1944 году там же от энцефалита.
В 1999 году останки жены и дочери перезахоронены на семейном кладбище совместно с Шилингасом, в соответствии с волей, выраженной в ссылке.